# Mary Thomas

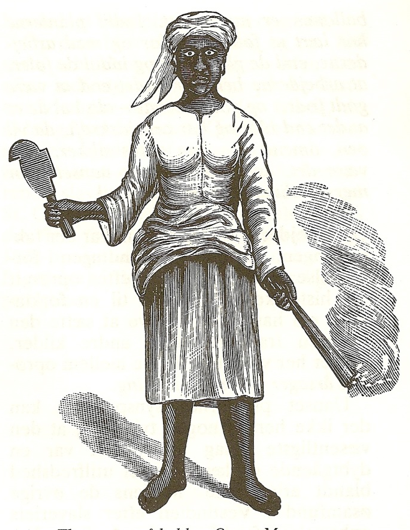
Queen Mary Thomas, mit Fackel und Machete. Aus Charles E. Taylor: Leaflets from the Danish West Indies (1888).

Mary Thomas, besser bekannt als Queen Mary  (* um 1848 in Antigua, Kleine Antillen; † 1905  auf Saint Croix), war Plantagenarbeiterin und eine der Anführerinnen des sogenannten Fireburn-Aufstandes auf der Insel St. Croix (Dänisch-Westindien).

## Frühe Jahre
Mary Thomas entstammte einer armen Familie von der Karibik-Insel Antigua. 1860 wechselte sie, um Arbeit zu finden, auf die Insel St. Croix, die unter dänischer Kolonialherrschaft stand. 1878 war sie auf der Zuckerrohr-Plantage Sprat Hall registriert. Wie Chroniken ausweisen, kam Mary Thomas wegen Misshandlung eines ihrer drei Kinder und wegen Diebstahl zeitweise in Haft. Historiker vermuten, dass das eine seinerzeit nicht unübliche falsche Anklage der Kolonialregierung war, die dazu diente, aufmüpfige Arbeiter zu diskreditieren.
Zwar war 1848 auf den Westindischen Inseln die Sklaverei vom dänischen Generalgouverneur Peter von Scholten endgültig abgeschafft worden, aber die Lebens- und Arbeitsbedingungen der ehemaligen Sklaven und sonstigen Arbeiter auf den Zuckerrohrplantagen hatten sich nicht wesentlich gebessert. Um die Plantagenbesitzer, die durch die Abschaffung der Sklaverei finanzielle Einbußen erlitten, zu entschädigen, wurde 1849 ein Gesetz erlassen, das bessere Arbeitsbedingungen verhindern sollte. So durften die Arbeiter nur einmal im Jahr, am 1. Oktober, ihre Arbeitsstätte wechseln, was sie dazu zwang, länger zu niedrigen Löhnen auf den Plantagen auszuharren. Ihre Versuche, die Insel zu verlassen, um anderswo bessere Möglichkeiten zu finden, wurden mit vielfältigen staatlichen Maßnahmen boykottiert, so mit verhältnismäßig hohen Kosten für Pässe und vorgeschriebene Gesundheitszeugnisse.

## Der Aufstand

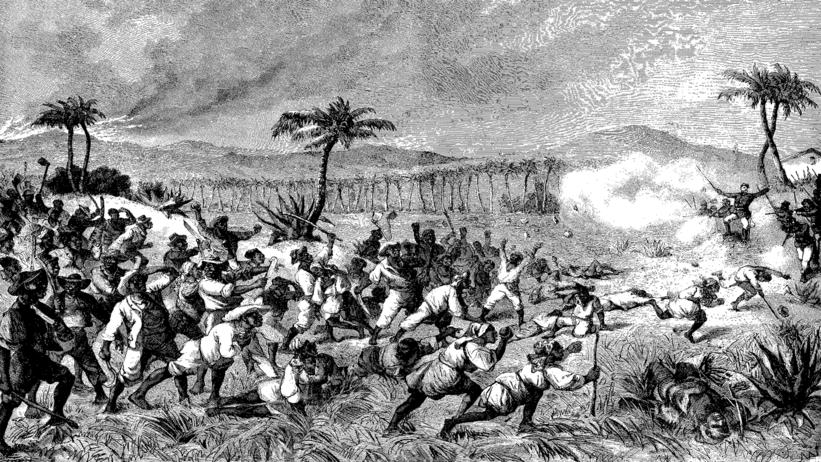
From The Revolt on St. Croix. Illustrierte Tidende, 1878

Als im Herbst 1878 Forderungen der Arbeiter nach Verbesserung ihrer Situation abgelehnt wurden, begannen die sogenannten Fireburn-Unruhen. Sie wurden zum größten Gewerkschaftsaufstand der dänischen Geschichte.
Hier spielte Mary Thomas eine führende Rolle. Sie wurde von den Arbeitern zu einer der drei Anführerinnen des Aufstandes gewählt. Sie gingen als Queen Mary, Queen Agnes und Queen Mathilda in die Geschichte ein als Symbol des Widerstandes gegen Kolonialpolitik. Mary Thomas selbst nannte sich gern Captain.
Es wurde ein gewalttätiger Aufstand: die Arbeiter zerstörten Häuser, Geschäfte und Zuckermühlen und brannten rund 50 Plantagen nieder, die damalige Hauptstadt Frederiksted lag am Ende in weiten Teilen in Schutt und Asche.

## Der Prozess
Nachdem die Polizei die Unruhen unter Kontrolle bekommen hatte, wurden unter anderem die drei Königungen und eine vierte Frau namens Susan Abrahamson (genannt Bottom Belle) festgenommen. Im Prozess sagte Mary Thomas gegen den Mitangeklagten Thomas Graydon (Colonel Peter) aus. Er wurde, wie andere Aufständische, zum Tode verurteilt. Auch gegen Mary Thomas lautete das Urteil zunächst auf Todesstrafe, wurde schließlich, wie bei den beiden anderen Engeln, in Lebenslänglich umgewandelt. Einen Teil der Strafe verbüßte Mary Thomas im Frauengefängnis Christianshaven in Kopenhagen.
Durch die Rebellion wurde eine geringfügige Erhöhung der Löhne erreicht. Mary Thomas starb 1905 in
Frederiksted.

## Nachtrag
Vor allem in mündlichen Überlieferungen bildeten sich Legenden um das Leben Mary Thomas’. Ein populäres Volkslied zeugt davon:
"Queen Mary, ah where you gon' go burn?
Queen Mary, ah where you gon' go burn?
Don' ask me nothin' t'all
Just geh me de match an oil
Bassin Jailhouse, ah deh de money dey"

## Ehrungen

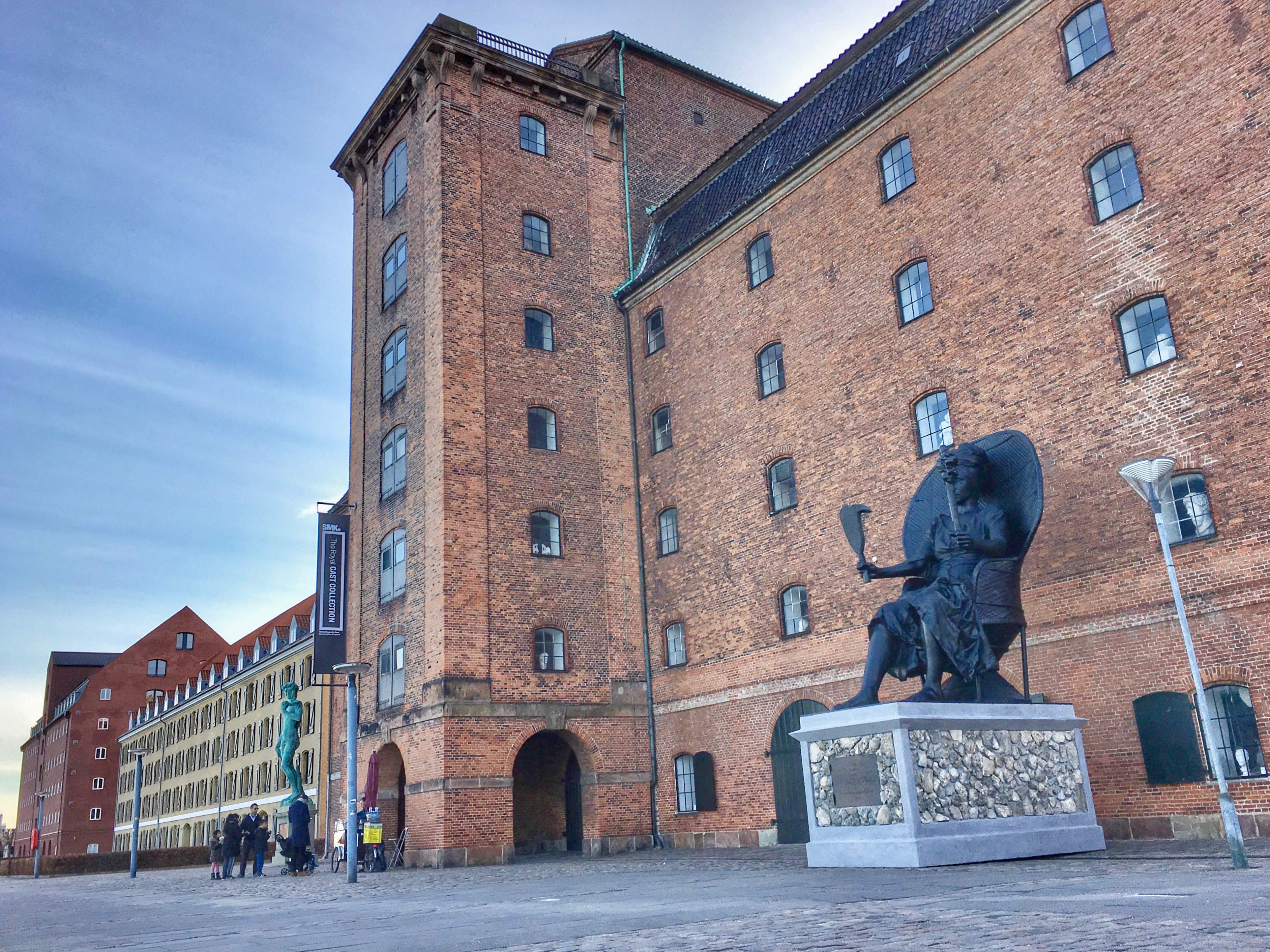
Queen Mary-Denkmal in Kopenhagen

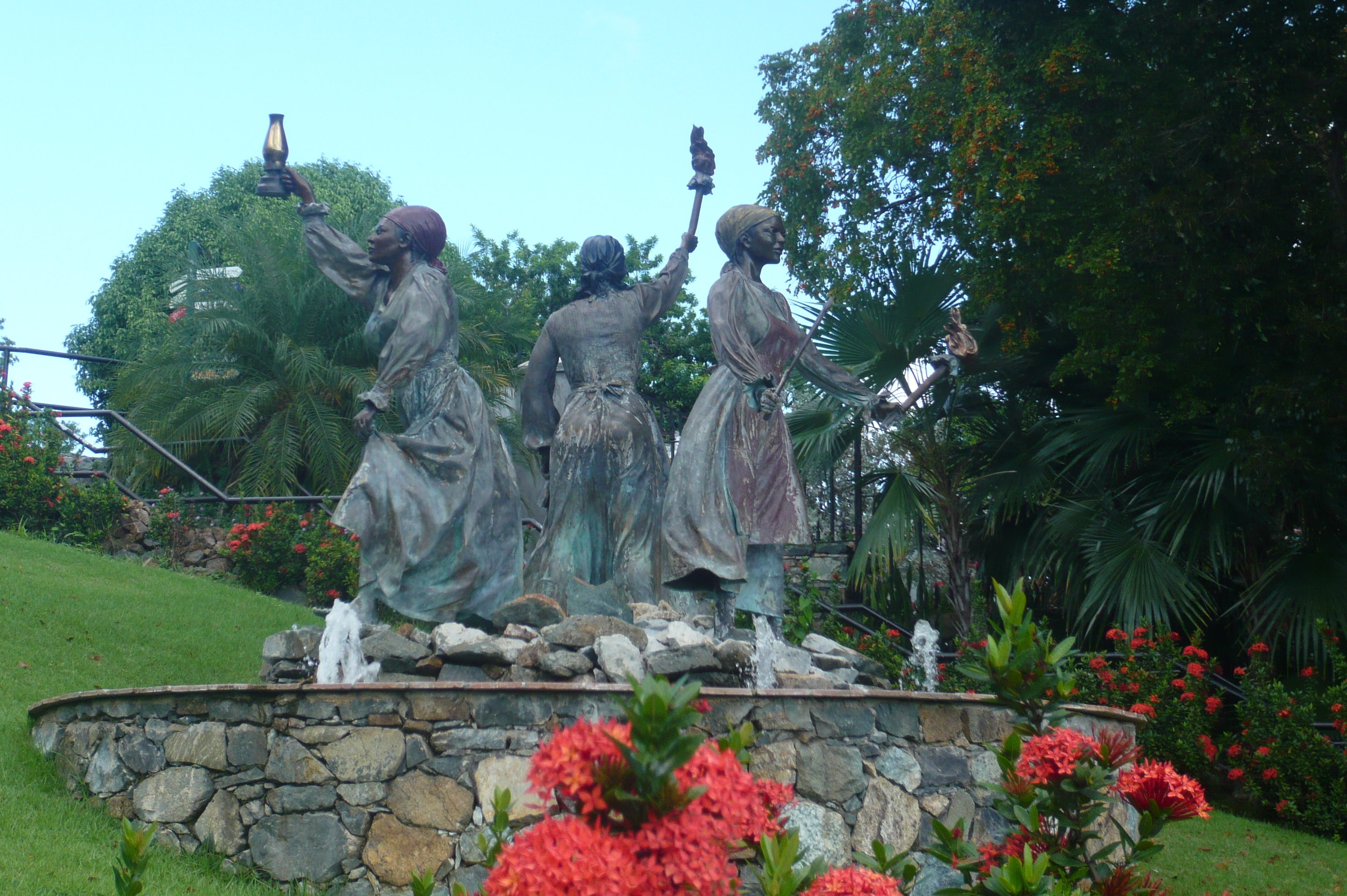
Drei-Königinnen-Brunnen auf St.Thomas

- Eine Hauptstraße, die über die Insel St. Croix führt, trägt den Namen Queen Mary Highway.
- Die Künstlerinnen Jeanette Ehlers und La Vaughn Belle schufen in Kopenhagen eine sieben Meter hohe Statue von Mary Thomas mit dem Titel „I am Queen Mary“. Es ist Dänemarks erstes öffentliches Denkmal einer schwarzen Frau.[3][4]
- Ein Drei-Königinnen-Brunnen steht im Zentrum von Saint Thomas.